# Cicerone (guida)
Il termine cicerone, per antonomasia con l'omonimo oratore romano, è comunemente utilizzato per indicare una guida che conduce i visitatori in musei o gallerie d'arte e spiega questioni di interesse archeologico, antiquario, storico o artistico.
L'Oxford English Dictionary trova esempi registrati dell'uso prima nella lingua inglese che in quella italiana; la prima citazione è dal Dialogue on Medals di Joseph Addison (pubblicato postumo nel 1726). Sembra che la parola sia stata inizialmente applicata ai dotti antiquari che mostravano e spiegavano agli stranieri le antichità e le curiosità del paese (citazione del 1762 nel New English Dictionary).
The Cicerones ("I ciceroni"), un racconto di Robert Aickman (trasformato in un cortometraggio del 2002), usa l'idea dei ciceroni come persone che conducono visitatori come metafora in un racconto su un uomo che è guidato al suo destino da vari personaggi (ciceroni) in una cattedrale.